# Hans van Zijl

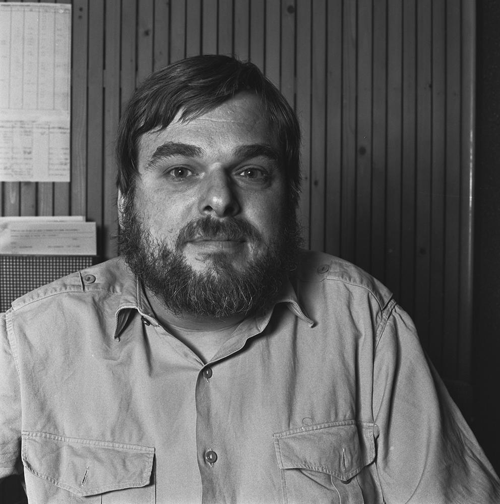
Hans van Zijl in 1978

Hans van Zijl (Haarlem, 18 april 1940 – Eemnes, 5 april 1998) was nieuwslezer bij de Radionieuwsdienst ANP.
Hij begon zijn radiocarrière bij Minjon, de jongerenafdeling van de AVRO. Later werd hij programmaleider van de TROS. Van Zijl werd nieuwslezer in het begin van de jaren zeventig bij de voormalige Radionieuwsdienst ANP. Hij bleef daar tot het eind van de jaren tachtig. Sindsdien wijdde hij zich geheel aan zijn eigen mediabedrijf.
Hans kreeg al in zijn kinderjaren polio en heeft vanaf zijn vijfde levensjaar altijd in een rolstoel of een fietskar gezeten. Later leerde hij met behulp van een beugel met een looprekje te lopen. Dat ging hem aardig af, totdat hij flink in gewicht aankwam in de jaren tachtig. Zijn immobiliteit zorgde ervoor dat hij zich vanaf die tijd alleen nog maar door middel van een rolstoel verplaatste.
Hans van Zijl overleed op 5 april 1998 op 57-jarige leeftijd in zijn woonplaats Eemnes aan de gevolgen van een hartstilstand.

## Trivia
- Hans van Zijl is de broer van voormalig NOS Journaallezer Joop van Zijl.
- Hij was een van de weinigen, jazzkenner Michiel de Ruyter was een andere, die gebruikmakend van een rolstoel hun werkzaamheden in Hilversum konden verrichten.